# Вася и динозавр
«Вася и динозавр» — советский кукольный мультфильм 1971 года, снятый на киностудии «Киевнаучфильм» о приключениях мальчика-пионера и его собаки, попавших в доисторические времена.
Режиссёрский дебют известного украинского режиссёра-мультипликатора Валентины Костылёвой.

## Сюжет
В краеведческом музее мерно проводит свои скрупулезные исследования учёный-палеонтолог. Именно за подобной работой застаёт пионер Вася специалиста музея. Окаменелость, представшая взору пионера, оказывается ничем иным, как частью динозавра. Удивительно, но именно этим каменным экземпляром заинтересовывается и пёс Васи, но исключительно как новой игрушкой. Ни учёному, ни пионеру не удаётся отобрать собачий трофей. А погоня за экспонатом заканчивается для Васи приземлением в огромные песочные часы, там же оказывается и собака, а вместе они волшебным образом переносятся на много миллионов лет назад, где встречаются с необычайной флорой и невероятной фауной доисторических времён, когда ещё жили динозавры, при этом, как ни странно, им пришлось столкнуться с саблезубым тигром и даже с мамонтом.

## Создатели
- Режиссёр: Валентина Костылёва[укр.]
- Сценаристы: В. Куповых, А. Василенко
- Художник-постановщик: Я. Горбаченко
- Художники-мультипликаторы: А. Оршанский, Элеонора Лисицкая, А. Трифонов, Жан Таран
- Оператор: Пётр Ракитин
- Директор: М. Гладкова
- Композитор: Александр Канерштейн
- Звукорежиссёр: Михаил Петренко
- Редактор: Светлана Куценко
- Куклы и декорации: Анатолий Радченко, В. Яковенко, Я. Горбаченко, И. Кутьин, А. Назаренко
- Монтажёр: О. Деряжная

## Переиздания на DVD
- Мультфильм выпускался на DVD в сборнике мультфильмов «Вася и динозавр».[1]